# Mezei sóska
A mezei sóska, réti sóska, kerti sóska vagy egyszerűen sóska (Rumex acetosa) a keserűfűfélék (Polygonaceae) családjába tartozó évelő, lágyszárú levélzöldség. Egész Európában őshonos, de megtalálható Észak-Amerikában, Ázsiában és Chilében is.

## Megjelenése
30–50 cm magas, ovális levelei csomóban nőnek, két oldalt a nyél mellett, kis csúcsokat alkotva behasítottak. Apró pirosas színű virágai a szár végén kalászban nőnek, bugavirágzatot alkotnak. A virágzás május elejétől egészen augusztusig tart.

## Hatóanyagai
Jellegzetes savanyú ízét a benne található oxálsavnak köszönheti, melynek étvágyserkentő hatása is van. Magas C-vitamin-tartalmának köszönhetően hatékonynak tartják a skorbut gyógyítására és megelőzésére. Sok ásványi sót, meszet, foszfort, vasat, magnéziumot, valamint A-vitamint tartalmaz.
Fő hatóanyagai a flavonoidok, cserzőanyagok és polifenolok. A gyökérben tannin, antrakinonok és naftalén-diolészterek találhatóak.

## Gyógyhatásai
Régen vértisztítóként alkalmazták. Immunrendszer-erősítő, vizelethajtó, nyákoldó hatású.
A gyökeréből készült kivonatát gyomor- és bélhurut esetén használják, gyengén hashajtó hatású,  míg a terméséből készült kivonat hasmenésre javasolt.

## Felhasználása
A spenótból készült főzelékhez hasonló jellegű étel készíthető belőle, de használják saláták ízének fokozására, valamint levesek, omlettek készítésénél is.
A borsmustárhoz (rukkola) hasonlóan nyers, fiatal, zsenge leveleit olaszos tésztákhoz is szokták keverni, így azok könnyebbek és rostban gazdagabbak tőle.
Frissen szedve kedvelt gyerekcsemege.

## Egészségügyi veszélyek
A sóskában található oxálsav vese- és húgyhólyagkövek képződését segítheti elő hosszú távon, valamint a reumás és ízületi gyulladásos betegek fájdalmait is fokozhatják, ezért ilyen esetekben érdemes kerülni a fogyasztását.

## Sóska Észak-Amerikában
A sóska angol neve „common sorrel” vagy „garden sorrel”; élelmiszerboltokban nem kapható, ezért cserepes vagy ültetendő mag formájában kell beszerezni és otthon termeszteni.
Egyes esetekben a „Farmer's Market”-eken (termesztői piacon) vásárolható meg a növény természetes (nyári) szezonja alatt.

## Képgaléria
|  |  |  |  |  |